# Gårdflotjärnarna
Gårdflotjärnarna är en sjö i Strömsunds kommun i Jämtland och ingår i Ångermanälvens huvudavrinningsområde. Sjön har en area på 0,0441 kvadratkilometer och ligger 356 meter över havet.

## Delavrinningsområde
Gårdflotjärnarna ingår i det delavrinningsområde (706854-148336) som SMHI kallar för Mynnar i Hostsjön. Medelhöjden är 340 meter över havet och ytan är 27,27 kvadratkilometer. Det finns inga avrinningsområden uppströms utan avrinningsområdet är högsta punkten. Hemflobäcken som avvattnar avrinningsområdet har biflödesordning 4, vilket innebär att vattnet flödar genom totalt 4 vattendrag innan det når havet efter 199 kilometer. Avrinningsområdet består mestadels av skog (62 procent) och sankmarker (14 procent). Avrinningsområdet har 0,04 kvadratkilometer vattenytor vilket ger det en sjöprocent på 0,2 procent.